# MDNA World Tour (album)
MDNA World Tour – album koncertowy amerykańskiej piosenkarki Madonny zrealizowany podczas trasy MDNA Tour z 2012 roku. Został w większości nagrany podczas występów w hali American Airlines Arena w Miami, jednak zawiera także ujęcia z innych miast. Premiera filmu koncertowego odbyła się w czerwcu 2013, najpierw podczas seansu kinowego, a później na antenie amerykańskiej stacji Epix. DVD i Blu-ray z filmem oraz CD z zapisem koncertu zostaną wydane 6 września 2013 przez wytwórnię Interscope Records.
W Polsce nagrania uzyskały certyfikat złotej płyty DVD.

## Historia
Album zrealizowano podczas MDNA Tour – dziewiątej trasy koncertowej Madonny, która odbyła się między majem a grudniem 2012 w ramach promocji albumu MDNA. Objęła stadiony, hale i otwarte przestrzenie (jak parki) w dwóch krajach azjatyckich, dziewiętnastu europejskich, Stanach Zjednoczonych, Kanadzie i pięciu państwach Ameryki Łacińskiej. W sumie Madonna zagrała 88 w pełni wyprzedanych koncertów, na które sprzedano około 2,2 miliona biletów.
Kolumbijskie media doniosły, że na potrzeby DVD nagrane zostaną dwa występy w Medellín. Później na stronie Madonny pojawiła się informacja, że film powstanie podczas dwóch koncertów w Miami w Stanach Zjednoczonych, które odbyły się 19 i 20 listopada w hali American Airlines Arena. Ostatecznie wykorzystano także ujęcia z innych miast, w tym Paryża (koncert z lipca na Stade de France) i Buenos Aires (grudniowe występy na Estadio Monumental). Film wyreżyserowali Danny B. Tull i Stephane Sennour, którym wcześniej powierzono pracę nad zapisem kameralnego koncertu z paryskiej Olympii w lipcu 2012 oraz krótkim dokumentem Inside the DNA of MDNA. Produkcji podjęła się sama Madonna.

Madonna spędziła sześć miesięcy, osobiście edytując ujęcia z 30 kamer i wielu różnych koncertów, z których miało powstać DVD. Zwracała uwagę na każdy szczegół i w pełni angażowała się w artystyczną część, by efekt końcowy był perfekcyjny. Każda piosenka jest jak krótki film. Najpierw jesteś w filmie akcji, po czym trafiasz do złotej ery muzyki, by w końcu dotrzeć do podróży po Indiach i, na sam koniec, na imprezę w stylu house. Całość jest lepsza niż jakikolwiek film w IMAX 3D, jaki teraz grają, a tempo zadziwiłoby nawet olimpijczyków.

## Wydanie
Kilkuminutowy zwiastun filmu koncertowego wyświetlono podczas gali Billboard Music Awards 2013, która odbyła się w maju 2013 w Las Vegas i była emitowana na żywo przez ABC. Chwilę potem Madonna pojawiła się na scenie, by odebrać nagrodę w kategorii najlepszy artysta koncertujący. Później w Internecie opublikowano występy z pojedynczymi piosenkami oraz krótki dokument z przygotowań do trasy. 18 czerwca 2013 w The Paris Theater w Nowym Jorku odbył się premierowy pokaz filmu, w którym wzięła udział ekipa, prasa i amerykańscy fani, którzy wygrali bilety w konkursie zorganizowanym przez piosenkarkę. Sama Madonna pojawiła się w smokingu i kapeluszu, wystylizowana na Marlene Dietrich z filmu Maroko (1930). Podczas imprezy zorganizowano Q&A (questions and answers – pytania i odpowiedzi) z Madonną, a także wyświetlono zwiastun „sekretnego projektu” realizowanego we współpracy z fotografem Stevenem Kleinem.
22 czerwca o godzinie 20 czasu nowojorskiego film wyemitowała amerykańska stacja Epix nadająca w telewizji kablowej. Tego samego dnia całość udostępniono na stronie internetowej kanału. Początkowo planowano wydać koncert na DVD, Blu-ray i dwóch dyskach CD pod koniec sierpnia 2013, jednak później przełożono to na początek września. W pierwszych krajach premiera odbędzie się 6 września, zaś w Stanach Zjednoczonych 10 września.

## Lista utworów
Lista utworów na DVD i Blu-ray pokrywa się z poniższą listą w wydaniu 2×CD.
| Dysk pierwszy | Dysk pierwszy                            | Dysk pierwszy | Dysk pierwszy | Dysk pierwszy |
| Nr            | Tytuł utworu                             | Autorstwo | Wykorzystane utwory i autorzy | Długość       |
| ------------- | ---------------------------------------- | --- | --- | ------------- |
| 1.            | „Virgin Mary” (wykonywany przez Kalakan) | | Psalm 91 „Birjina Gaztetto Bat Zegoen” (tradycyjna kolęda baskijska) | 5:46          |
| 2.            | „Girl Gone Wild”                         | Madonna, Jenson Vaughan, Alessandro Benassi, Benny Benassi                                                          | „Material Girl” (Peter Brown, Robert Rans) „Give It 2 Me” (Madonna, Pharrell Williams) | 3:57          |
| 3.            | „Revolver”                               | Madonna, Lil Wayne, Justin Franks, Carlos Battey, Steven Battey, Brandon Kitchen                                    | | 3:52          |
| 4.            | „Gang Bang”                              | Madonna, William Orbit, Priscilla Hamilton, Keith Harris, Jean-Baptiste, Mika, Demacio Castellon, Stephen Kozmeniuk | | 5:54          |
| 5.            | „Papa Don’t Preach”                      | Brian Elliott, Madonna                                                                                              | | 1:50          |
| 6.            | „Hung Up”                                | Madonna, Stuart Price, Benny Andersson, Björn Ulvaeus                                                               | „Girl Gone Wild” (Madonna, Jenson Vaughan, Alessandro Benassi, Benny Benassi) | 3:47          |
| 7.            | „I Don’t Give A”                         | Madonna, Martin Solveig, Nicki Minaj, Julien Jabre                                                                  | | 5:27          |
| 8.            | „Best Friend” (interludium wideo)        | Madonna, Alessandro Benassi, Benny Benassi                                                                          | „Heartbeat” (Madonna, Pharrell Williams) | 3:19          |
| 9.            | „Express Yourself”                       | Madonna, Stephen Bray                                                                                               | „Born This Way” (Lady Gaga, Jeppe Laursen) „She’s Not Me” (Madonna, Pharrell Williams) | 4:06          |
| 10.           | „Give Me All Your Luvin’”                | Madonna, Martin Solveig, Nicki Minaj, M.I.A., Michael Tordjman                                                      | „Holiday” (Curtis Hudson, Lisa Stevens) „Into the Groove” (Madonna, Stephen Bray) „Lucky Star” (Madonna) „Like a Virgin” (Tom Kelly, Billy Steinberg) „4 Minutes” (Madonna, Timbaland, Justin Timberlake, Danja) „Ray of Light” (Madonna, William Orbit, Clive Maldoon, Dave Curtis, Christine Leach) „Music” (Madonna, Mirwais Ahmadzaï) | 4:11          |
| 11.           | „Turn Up the Radio”                      | Madonna, Martin Solveig, Michael Tordjman, Jade Williams                                                            | | 3:58          |
| 12.           | „Open Your Heart” (wykonywany z Kalakan) | Madonna, Gardner Cole, Peter Rafelson                                                                               | „Sagarra Jo” (tradycyjna pieśń baskijska) | 8:51          |
| 13.           | „Masterpiece” (wykonywany z Kalakan)     | Madonna, Julie Frost, Jimmy Harry                                                                                   | | 4:32          |
|               |                                          | | | 59:30         |

| Dysk drugi | Dysk drugi                            | Dysk drugi                                                                                            | Dysk drugi | Dysk drugi |
| Nr         | Tytuł utworu                          | Autorstwo                                                                                             | Wykorzystane utwory i autorzy | Długość    |
| ---------- | ------------------------------------- | --- | --- | ---------- |
| 1.         | „Justify My Love” (interludium wideo) | Lenny Kravitz, Ingrid Chavez, Madonna                                                                 | | 3:34       |
| 2.         | „Vogue”                               | Madonna, Shep Pettibone                                                                               | | 4:08       |
| 3.         | „Erotic Candy Shop”                   | Madonna, Pharrell Williams, Kelley Polar                                                              | „Candy Shop” (Madonna, Pharrell Williams) „Ashamed of Myself” (Kelley Polar) „Erotica” (Madonna, Shep Pettibone, Anthony Shimkin) | 4:40       |
| 4.         | „Human Nature”                        | Madonna, Dave Hall, Shawn McKenzie, Kevin McKenzie, Michael Deering                                   | | 4:08       |
| 5.         | „Like a Virgin Waltz”                 | Tom Kelly, Billy Steinberg, Abel Korzeniowski                                                         | „Like a Virgin” (Tom Kelly, Billy Steinberg) „Evgeni’s Waltz” (Abel Korzeniowski)                                                 | 5:15       |
| 6.         | „Love Spent”                          | Madonna, William Orbit, Jean-Baptiste, Priscilla Hamilton, Alain Whyte, Ryan Buendia, Michael McHenry | „Like a Virgin Waltz” (Tom Kelly, Billy Steinberg, Abel Korzeniowski)                                                             | 4:47       |
| 7.         | „Nobody Knows Me” (interludium wideo) | Madonna, Mirwais Ahmadzaï                                                                             | | 3:36       |
| 8.         | „I’m Addicted”                        | Madonna, Alessandro Benassi, Benny Benassi                                                            | | 4:42       |
| 9.         | „I’m a Sinner” (wykonywany z Kalakan) | Madonna, William Orbit, Jean-Baptiste                                                                 | „Cyberraga” (Madonna, Talvin Singh) „De Treville-n Azken Hitzak” (Pierre Bordacarre)                                              | 6:45       |
| 10.        | „Like a Prayer”                       | Madonna, Patrick Leonard                                                                              | | 6:10       |
| 11.        | „Celebration”                         | Madonna, Paul Oakenfold, Ian Green, Ciaran Gribbin                                                    | „Girl Gone Wild” (Madonna, Jenson Vaughan, Alessandro Benassi, Benny Benassi) „Give It 2 Me” (Madonna, Pharrell Williams)         | 7:24       |
|            |                                       | | | 55:09      |

## Twórcy
- Reżyseria: Danny B. Tull, Stephane Sennour
- Wytwórnia: Semtex Films
- Producent: Madonna
- Producenci wykonawczy: Arthur Fogel, Guy Oseary, Sarah Zamberno
- Operator: Mark Ritchie
- Montaż: Madonna, Danny B. Tull
- Kierownictwo produkcji: Danny O’Bryen, Jonathan Lia
- Kostiumy: Arianne Phillips, Jean-Paul Gaultier, Riccardo Tisci

Nagrano w:
- American Airlines Arena, Miami,  Stany Zjednoczone (19 i 20 listopada 2012)
- Olympia, Paryż,  Francja (14 lipca 2012)
- Estadio Monumental, Buenos Aires,  Argentyna (13 i 15 grudnia 2012)
- Stadion Olimpijski, Helsinki,  Finlandia (12 sierpnia 2012)[2]

i inne

## Daty premier
| Terytorium        | Data                  | Format                         |                   |
| ----------------- | --------------------- | ------------------------------ | ----------------- |
| Niemcy            | 6 września 2013(dts)  | 2×CD                           | [ 3 ]             |
| Francja           | 9 września 2013(dts)  | 2×CD, DVD, DVD + 2×CD, Blu-ray | [ 4 ] [ 5 ] [ 6 ] |
| Stany Zjednoczone | 10 września 2013(dts) | Blu-ray, DVD, digital download | [ 7 ] [ 8 ] [ 9 ] |
| Polska            | 10 września 2013(dts) | Blu-ray, DVD                   | [ 10 ]            |